# R. Timothy Hunt
Sir Richard Timothy (Tim) Hunt (født 19. februar 1943 i Neston, Cheshire ved Liverpool) er en britisk nobelprismodtager i fysiologi eller medicin i 2001. Han modtog prisen for sin forskning om "cellecykluskontrol" sammen med sin landsmand Paul M. Nurse og amerikaneren Leland H. Hartwell.